# Episodi di Robert Montgomery Presents (prima stagione)
La prima stagione della serie televisiva Robert Montgomery - Storie antologiche (Robert Montgomery Presents) è andata in onda negli Stati Uniti dal 30 gennaio 1950 al 19 giugno 1950 sulla NBC.
In Italia viene trasmessa da Telecapri News dal 2 al 18 dicembre 2015, dal lunedì al venerdì alle 22:25 con un episodio quotidiano.
| nº | Titolo originale    | Prima TV USA     |
| -- | ------------------- | ---------------- |
| 1  | The Letter          | 30 gennaio 1950  |
| 2  | Kitty Foyle         | 13 febbraio 1950 |
| 3  | The Male Animal     | 27 febbraio 1950 |
| 4  | The Egg and I       | 13 marzo 1950    |
| 5  | Ride the Pink Horse | 27 marzo 1950    |
| 6  | Our Town            | 17 aprile 1950   |
| 7  | The Phantom Lady    | 24 aprile 1950   |
| 8  | Pitfall             | 8 maggio 1950    |
| 9  | Rebecca             | 22 maggio 1950   |
| 10 | The Champion        | 5 giugno 1950    |
| 11 | The Citadel         | 19 giugno 1950   |

## The Letter
- Diretto da:
- Scritto da:

### Trama
- Interpreti: Robert Montgomery (se stesso  - presentatore), Madeleine Carroll (Leslie Crosbie), Ivan MacDonald (Ong Chi), Theodore Newton, William Post Jr. (Geoffrey Hammond), Howard Wierum (Robert Crosbie)

## Kitty Foyle
- Diretto da:
- Scritto da:

### Trama
- Interpreti: Robert Montgomery (se stesso  - presentatore), Peter Cookson, Richard Derr, Janet Lally (Kitty Foyle), Joanne Lally (Kitty Foyle), Farrell Pelly, Jane Wyatt (Kitty Foyle)

## The Male Animal
- Diretto da:
- Scritto da:

### Trama
- Interpreti: Robert Montgomery (se stesso  - presentatore), Donald Curtis (Joe Ferguson), John Gerstad (Michael Barnes), Jack Hartley (Ed Keller), Robert Le Sueur (Dean Damon), Elliott Nugent (Prof. Tommy Turner), Martha Scott (Ellen Scott)

## The Egg and I
- Diretto da:
- Scritto da:

### Trama
- Interpreti: Robert Montgomery (se stesso  - presentatore), Myrtle Ferguson (Mrs. Hicks), June Havoc (Betty MacDonald), George Hindsley, Arthur Jarrett (Mr. Blatt), Barry Nelson (Bob MacDonald), Red Robin, Ann Shoemaker (Ma Kettle), Vaughn Taylor (Pa Kettle), Sandra Ann Wigginton (Darleen Hicks)

## Ride the Pink Horse
- Diretto da:
- Scritto da:

### Trama
- Interpreti: Robert Montgomery (Lucky Gagin), Thomas Gomez (Pancho), Eileen Heckart, Vin Kehoe, Bernice Marsh, Burgess Meredith (se stesso - presentatore ospite / Frank Hugo), Lee Moore, Susan Douglas Rubes (Pila), Vaughn Taylor (Retz)

## Our Town
- Diretto da:
- Scritto da:

### Trama
- Interpreti: Robert Montgomery (se stesso  - presentatore), Richard Bishop (dottor Gibbs), Helen Carew (Mrs. Webb), Jean Gillespie (Emily Webb), Dean Harens (George Gibbs), Stanley Martin, John McGovern (Mr. Webb), Burgess Meredith (direttore artistico), Leona Powers (Mrs. Gibbs), Dudley Sadler, Gail Widdington

## The Phantom Lady
- Diretto da:
- Scritto da:

### Trama
- Interpreti: Robert Montgomery (se stesso  - presentatore), Edward Ashley, Victor Bernaducci, Julius Bing, Clark Bingham, George Cotton, Don Grusso, Jack Luchsinger, Kay Lyder, Gordon Mills, Gene O'Donnell, Ella Raines, Hugh Reilly, Alan Stevenson

## Pitfall
- Diretto da:
- Scritto da:

### Trama
- Interpreti: Robert Montgomery (se stesso  - presentatore), Patricia Barry, James Bender, Lee Bowman (John Forbes), Jean Carson, Gordon B. Clarke, Nancy Coleman (Mona Stevens), George Cotton, Stanley Martin, Frank Maxwell, Charles Mendick (Mac), James O'Neill

## Rebecca
- Diretto da:
- Scritto da:

### Trama
- Interpreti: Barbara Bel Geddes (Rebecca de Winter), Robert Montgomery (se stesso  - presentatore), Jean Bates, Sue Ellen Blake, Sarah Burton, Peter Cookson (Maxim de Winter), Henry Gurvey, Claude Horton, Edith King (Mrs. Danvers), Ronald Long, Barry Macollum, Jock McGraw, John McQuade, Ivan F. Simpson (Frith)

## The Champion
- Diretto da:
- Scritto da:

### Trama
- Interpreti: Robert Montgomery (se stesso  - presentatore), Louise Allbritton, Brook Byron (Palmer), Vicki Cummings, Helen Harrelson (Emma), Richard Kiley, William Martell (Johnny Dunne), Herbert Rudley (Jerome Harris), Sydney Smith (Haley), Warren Stevens

## The Citadel
- Diretto da:
- Scritto da:

### Trama
- Interpreti: Robert Montgomery (se stesso  - presentatore / Dr. Andrew Manson), Richard Abbott, Jean Bates, Patricia Bruder, Jean Cameron (Mrs. Vidler), Alexander Clark (dottor Ivory), Doris Deane, Claude Horton (dottor Denny), Anthony Kemble-Cooper (Freddie), Angela Lansbury (Christine Manson), Anna Lee (Frances Lawrence), Elmer Lehr, Anne Meacham, Wells Richardson, Ernest Rowan, Byron Russell, Allin Sharpe, Graham Velsey, Justice Watson, Gwilym Williams (Mr. Vidler)